# Drechmeria coniospora
Drechmeria coniospora är en svampart som först beskrevs av Drechsler, och fick sitt nu gällande namn av W. Gams & H.-B. Jansson 1985. Drechmeria coniospora ingår i släktet Drechmeria och familjen Clavicipitaceae.   Inga underarter finns listade i Catalogue of Life.